# Осадчий Олександр Миколайович
Олександр Миколайович Осадчий (19 липня 1975, Харків, Українська РСР, СРСР — 27 листопада 1996, Москва, Росія) — радянський і російський хокеїст, захисник.

## Спортивна кар'єра
Вихованець харківської Дитячо-юнацької спортшколи олімпійського резерву, з дев'яти років займався у Володимира Куракіна, який згодом став заслуженим тренером України. 1989 року був зарахований до спортінтернату, де тренувався під керівництвом заслуженого тренера СРСР Юрія Церковнюка і тренера Івана Ковальова. На початку 90-х відіграв за основний склад «Динамо» два сезони у першій лізі. У радянські часи харківський клуб вважався фарм-клубом московського і звідтіля отримував фінансування. Після розпаду СРСР команда залишилася без коштів і була розформована.
У сімнадцять років став гравцем московського ЦСКА, грав під керівництвом Віктора Тихонова три сезони. Влітку 1993 року на драфті Національної хокейної ліги був обраний у четвертому раунді під 80-м номером клубом «Сан-Хосе Шаркс». У цей час був створений спільний з «Піттсбург Пінгвінс» бізнес-проєкт, що мав на меті зберегти від краху російського хокейного гранда. В рамках цього проєкту «Російські Пінгвіни» провели 11 ігор з клубами Інтернаціональної хокейної ліги, що йшли в залік регулярного чемпіонату. Армійці були молодою командою на чолі з декількома ветеранами і змогли за океаном здобути лише дві перемоги при двох нічиїх. У січні 1994 року здобув бронзову медаль на молодіжному чемпіонаті світу у складі збірної Росії.
У сезоні 1995/1996 грав за океаном, провів майже 50 матчів за «Вічита Тандерс» (Центральна хокейна ліга), «Мобіле Містикс» (Хокейна ліга Східного побережжя) і «Канзас-Сіті Блейдес» (Інтернаціональна хокейна ліга). Влітку повернувся до ХК ЦСКА, а 27 листопада загинув за невідомих обставин.
У Харкові проходить щорічний хокейний турнір пам'яті Олександра Осадчого

## Досягнення
- Бронзовий призер молодіжного чемпіонату світу 1994 року.

## Статистика
Статистика виступів за український клуб в чемпіонатах СРСР:
| Сезон   | Команда           | Ліга  | І  | Г | П | 0 | Штр |
| ------- | ----------------- | ----- | -- | - | - | - | --- |
| 1990-91 | «Динамо» (Харків) | перша | 5  | 0 | 1 | 1 | 8   |
| 1991-92 | «Динамо» (Харків) | перша | 37 | 3 | 3 | 6 | 58  |

На молодіжному чемпіонаті світу.
| Рік  | Команда           | Турнір | І | Г | П | 0 | Штр |
| ---- | ----------------- | ------ | - | - | - | - | --- |
| 1994 | Росія (молодіжна) | МЧС    | 6 | 0 | 2 | 2 | 6   |